# C'est tout pour moi
Pour plus de détails, voir Fiche technique et Distribution.
C'est tout pour moi est un film franco-belge réalisé par Nawell Madani et Ludovic Colbeau-Justin, sorti en 2017.

## Synopsis
Lila veut devenir danseuse depuis qu'elle est toute petite, malgré les réticences et les interdictions de son père, Omar. Elle débarque tout de même à Paris pour réaliser son rêve. Elle va cependant se heurter à diverses désillusions en découvrant la réalité d’un monde très difficile d'accès. Lila ne se démotive pourtant pas et tente de se lancer dans une carrière d’humoriste, avec l'aide de son professeur, Fabrice. Elle n’a alors plus qu’une idée en tête : voir son nom en haut de l’affiche et surtout retrouver la fierté de son père.

## Fiche technique
Sauf indication contraire, les informations mentionnées dans cette section peuvent être confirmées par la base de données cinématographiques IMDb,  présente dans la section « Liens externes ».
- Titre original : C'est tout pour moi
- Réalisation : Nawell Madani et Ludovic Colbeau-Justin
- Scénario : Nawell Madani, Matt Alexander, Ali Bougheraba et Kamel Guemra
- Décors : Daniel Ravaz
- Costumes : Charlotte Betaillole
- Photographie : Thomas Lerebour
- Montage : Jeanne Kef
- Supervision musicale : Masta
- Production : Cyril Colbeau-Justin, Jean-Baptiste Dupont, Arnaud Borges
- Sociétés de production : LGM Cinéma SAS, avec la participation de Nexus Factory, Umedia, UGC, France 2 Cinéma, Dum Dum Films, CN6 Productions
- Société de distribution : UGC Distribution (France)
- Budget : 3 000 000 €
- Pays de production :  France,  Belgique (coproduction)
- Langue originale : français
- Format : couleur - 2,39: 1
- Genre : comédie
- Durée : 103 minutes
- Dates de sortie[1] :
  - France :
    - 26 août 2017 (Festival du film francophone d'Angoulême)
    - 8 novembre 2017 (avant-première à Dunkerque)
    - 29 novembre 2017

## Distribution
- Nawell Madani : Lila
- François Berléand : Fabrice
- Mimoun Benabderrahmane : Omar, le père de Lila
- Leyla Doriane : Malika, la sœur de Lila
- Antoinette Gomis : Prudence
- Lara Laquiz : Jessy
- Djebril Zonga : Doum
- Artus : Marc
- Camille Colman : Tina
- Sheryne Akca : Lila, 5 ans
- Lina Bert : Malika, 8 ans
- Manelle Jnane : Lila, 10 ans
- Leïla Derbes : Malika, 12 ans
- David Salles : Pierre Durant
- Olivier Barthélémy : Rayan
- Walid Afkir : Bram's humoriste
- Tarik Raïfak : Fab humoriste
- Jo Brami : John humoriste
- Greg Romano : David humoriste
- Amine Mellah : Wary humoriste
- Mac Tyer : Réalisateur du clip de rap
- Sofiane : Lui-même

## Distinctions

### Nominations
- Magritte 2019 :
  - Magritte du meilleur espoir féminin pour Nawell Madani.